# Мурильо, Хуан
Хуан Антонио Арреола Мурильо (род. 7 октября 1980, Мексика), более известный как «Feb 9 Killer» (приблизительный перевод — Убийца 9 февраля) — американский серийный убийца, совершивший 3 убийства на территории штата Юта и его пригородов. Все жертвы проживали в округе Солт-Лейк. Убийства были совершены 9 февраля 2006 и 9 февраля 2008 года. Из-за общей даты преступлений убийца получил своё прозвище.

## Преступления
Первой жертвой стала 29-летняя беременная Соня Мехия (англ. Sonia Mejia) из Тэйлорсвилла. 9 февраля 2006 года она была изнасилована и задушена проводом в собственной квартире. Её нерождённый ребёнок также погиб. Пропали автомобиль, два кольца и кулон жертвы. Через 4 дня в соседнем городе Марри (англ. Murray, Utah) был обнаружен принадлежавший Мехии Ford Escort.
Ровно через два года, 9 февраля 2008 года, в своей квартире в Вест-Вэлли-Сити была убита 57-летняя Дамиана Кастильо Рамирес (англ. Damiana Castillo Ramirez). Так же, как и первая жертва, она была задушена. Рамирес сама впустила убийцу, так как полиция не обнаружила следов взлома.

## Расследование
В 2006 году в полицию обратился свидетель, который видел, как Соня Мехия общалась в дверях с неизвестным человеком. Мужчина ударил жертву и втолкнул её в квартиру. Основываясь на показаниях свидетеля, детективы предположили, что убийца молодой (около 20 лет) латиноамериканец с короткими тёмными волосами. Примерный рост преступника — 160—165 см, вес — 61—68 кг. На месте преступления были обнаружены бутылка колы и пакет чипсов, которые, по словам свидетеля, убийца принёс с собой. Были взяты образцы ДНК.
В 2009 году был проведён сравнительный анализ ДНК, который связал нераскрытые убийства Сони Мехии и Дамианы Кастильо Рамирес. Возникло предположение, что орудует серийный убийца. 9 февраля 2009 года полиция штата работала в усиленном режиме, однако убийца так и не был пойман.
В 2011 году расследование дела зашло в тупик и было классифицировано как нераскрытое (англ. cold case). Образцы ДНК преступника хранятся в национальной базе данных. Убийца проходит под условным именем Джон Доу. Прокуратура подала документы в суд, обвиняя Джона Доу в убийствах, грабеже, краже со взломом и сексуальном насилии.
В ноябре 2018 года американские детективы, расследовавшие дела об убийствах, получили сообщение о совпадении интересующих их отпечатков пальцев с 41-летним Juan Arreola-Murrillo, задержанным в Мексике за кражу. 6 января 2022 года он был депортирован в Юту и арестован.
На данный момент времени отбывает наказание в исправительном учреждении штата Юта.

## Жертвы
- Соня Мехия[5], 29 лет. Изнасилована и задушена в собственной квартире в Тэйлорсвилле.
- Нерождённый ребёнок шести месяцев. Мать — убитая Соня Мехия. Смерть нерождённого ребёнка и убийство Сони Мехии считается как двойное убийство.
- Дамиана Кастильо Рамирес[6], 57 лет. Была задушена в своей квартире в Вест-Вэлли-Сити.